# Hochkantlamellenparkett

Industrieparkett nach 2,5 Jahren Büronutzung

Hochkantlamellenparkett, auch Industrieparkett genannt, ist eine Variante von Mosaikparkett. Es besteht aus etwa 8 mm breiten und hochkant liegenden Holzstäben („Lamellen“), die parallel zueinander auf einem Grundträger zusammengeleimt werden. Im Gegensatz zu Mosaikparkett sind die Stäbe aber nicht nach einer bestimmten Optik („rustikal/vital“, „natur/trend“, „select“) ausgewählt, sondern es können auch Astlöcher, Verfärbungen usw. auftreten, ohne dass dies als Mangel zu sehen ist. Geliefert und verlegt wird in vorgefertigten Verlegeeinheiten mit durchlaufenden Kopf- und Längsfugen. Die Nutzschicht ist 10 bis 25 mm stark. Die Parkettart gilt als robust und unempfindlich auch gegen stärkere mechanische Stöße. Es wird daher als belastbare Alternative in Kindergärten, Schulen, Gaststätten und Produktionsanlagen eingesetzt.
Obwohl Hochkantlamellenparkett bei der Produktion weniger Ausschuss verursacht, ist es wider Erwarten oft teurer als vergleichbares Mosaikparkett.
Von einigen Parkettherstellern wird auch Fertigparkett in HKL (Hochkantlamellen)-Optik angeboten. Dieses Fertigparkett ist – im Gegensatz zu dem hoch aufbauenden „echten“ Industrieparkett – auch für Renovierungen geeignet.
Lamellenabmessungen:
Dicke: 10–25 mm, Breite: 8 mm, Länge: 120–165 mm. Feuchtegehalt bei
Lieferung 9 ± 2 % bezogen auf die Darrmasse.
Hochkantlamellenparkett ist nicht mit Holzpflaster zu verwechseln.